# Cognassier de Chine
Chaenomeles sinensis
Espèce
Le cognassier de Chine (Chaenomeles sinensis) est une espèce de plantes à fleurs de la famille des Rosaceae. C'est un arbre originaire des provinces du Sud-Est de la Chine (Anhui, Fujian, Guangdong, Guangxi, Guizhou, Hebei, Hubei, Jiangsu, Jiangxi, Shaanxi, Shandong et Zhejiang) où il pousse jusqu'à 1 000 mètres d'altitude.
En chinois, cet arbre et son fruit se nomment 木瓜, mùguā (morph. « courge ligneuse »), terme polysémique désignant aussi 1) le genre Chaenomeles : les arbres de ce genre sont appelés communément mugua 2) le papayer (Carica papaya) et son fruit (voir l’entrée 木瓜 dans le wikipedia chinois).
En japonais, elle se dit karin (カリン), du chinois 花梨, huālí (morph. « Poirier à fleurs »). Cette appellation, avec la même étymologie est également donné à Pterocarpus indicus en Japonais.

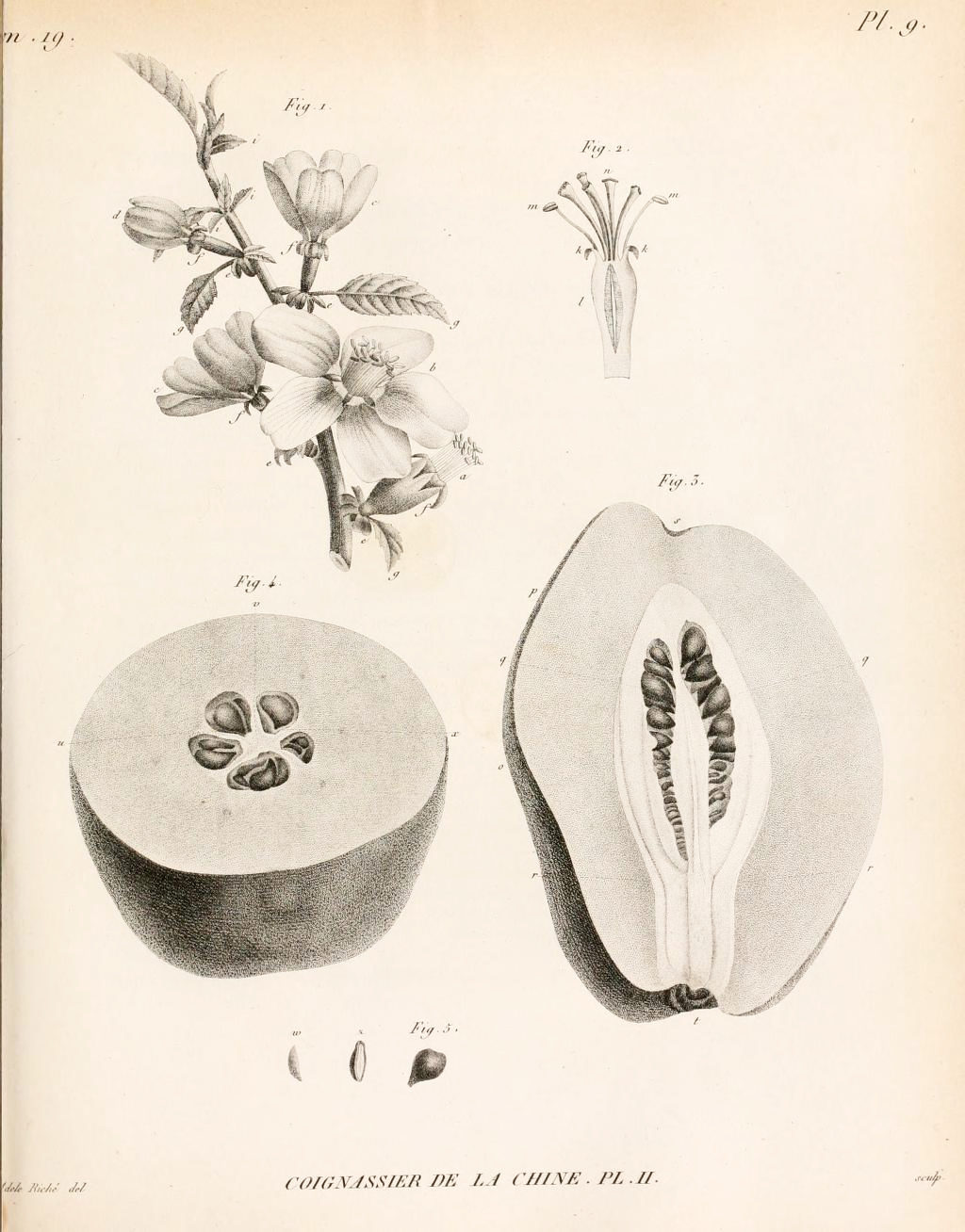
Planche illustrant l'article d'André Thouin donnant la 1ere description de Cydonia sinensis qui fut transférée dans le genre Chaenomeles.

## Étymologie et histoire de la nomenclature
Le nom de genre Chaenomeles vient du grec χαίνω khaïnô, « se fendre, s'ouvrir » et μηλίς, mêlis, « pommier ». John Lindley croyait, d’après les écrits de Carl Peter Thunberg, que le fruit éclatait en cinq divisions (valves). Or Thunberg dit simplement que le fruit du Pyrus japonica a cinq valves (carpelles). En fait, le fruit ne s'ouvre pas.
L’épithète spécifique sinensis « de Chine ». Le mot est inconnu du latin classique et apparaît vers le XVIIe siècle. La recommandation 60E du Code de nomenclature demande de suivre l’usage du latin classique ; et donc de considérer que  sinensis est dérivé du latin sina « Chine » et du suffixe  -ensis « originaire de », ce qui donne « originaire de Chine » » .
Les plantes du genre Chaenomeles Lindley font partie de la sous-famille des Maloideae (dans la Classification de Cronquist, 1981), en compagnie des cognassiers (Cydonia), des Crataegus, Amélanchier, des pommiers (Malus) et des poiriers (Pyrus) etc.
La première description revient à André Thouin (1747-1824), botaniste au Muséum national d’histoire naturelle, publiée en 1812 dans les Annales du MNHN. Il appela l’espèce Cydonia sinensis Thouin, (son basionyme). En 1890, le botaniste prussien  Koehne, la reclassa dans le genre Chaenomeles.

## Synonymes
D'après Tropicos, les synonymes sont :
- Pseudocydonia sinensis (Thouin) C.K. Schneid ;
- Cydonia sinensis Thouin (basionyme) ;
- Pyrus cathayensis Hemsl. ;
- Pyrus sinensis (Thouin) Spreng. ;
- Pyrus chinensis Spreng.

## Description
Le cognassier de Chine est un arbre originaire de Chine de 5 à 10 m de hauteur.
Sa belle écorce brun foncé se détache par plaques à la manière du Lagerstroemia.
Ses feuilles simples, alternes, elliptiques-ovales, brillantes mesurent de 5 à 8 cm de long et 3 à 5 cm de large. Les marges sont serretées. Elles se renouvellent totalement sous la poussée des nouveaux bourgeons et prennent de très belles couleurs rouge orangé à l'automne.
Ses petites fleurs solitaires de 2 à 3 centimètres de diamètre à 5 pétales roses apparaissent à la mi-printemps. Leur nectar est très apprécié des abeilles.
Elles donnent de gros fruits (de 10 à 18 cm de long) jaune foncé ovales très aromatiques. Ils sont comestibles mais ligneux et astringents et demandent donc à être cuits avant d'être consommés.

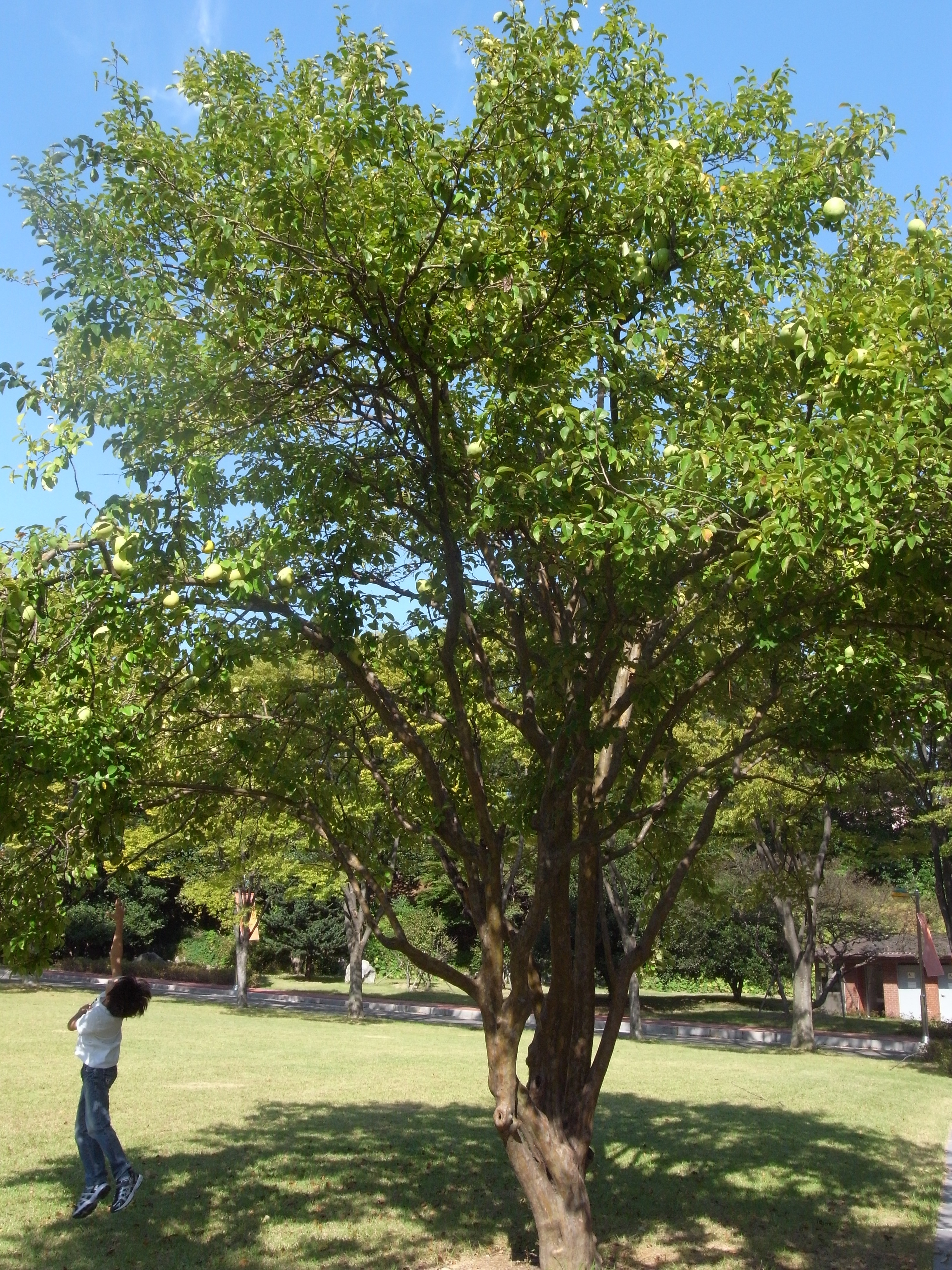
Arbre.
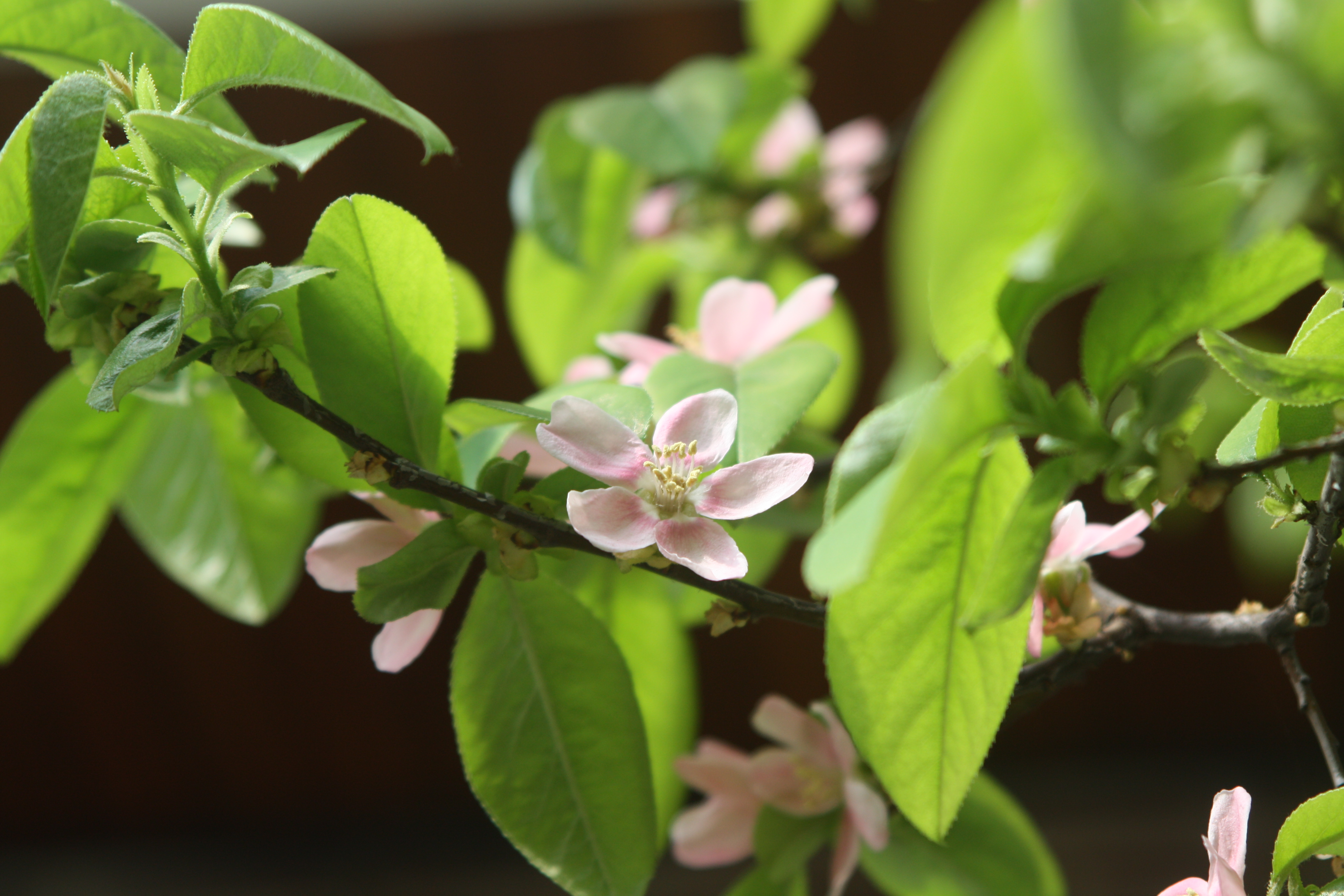
Branche fleurie.
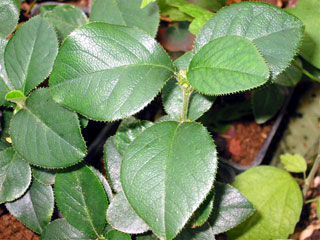
Feuilles dentées en scie.
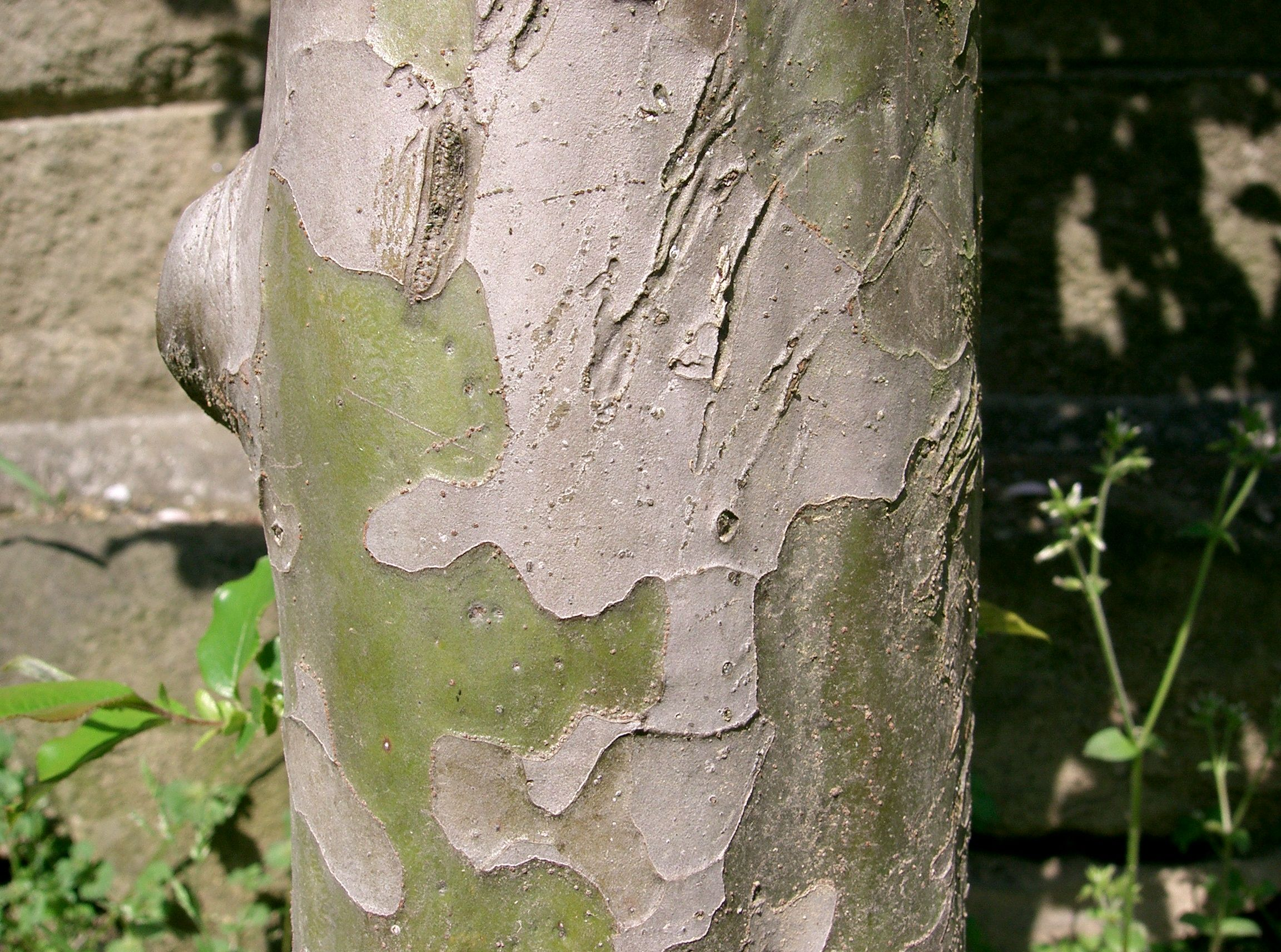
Écorce.
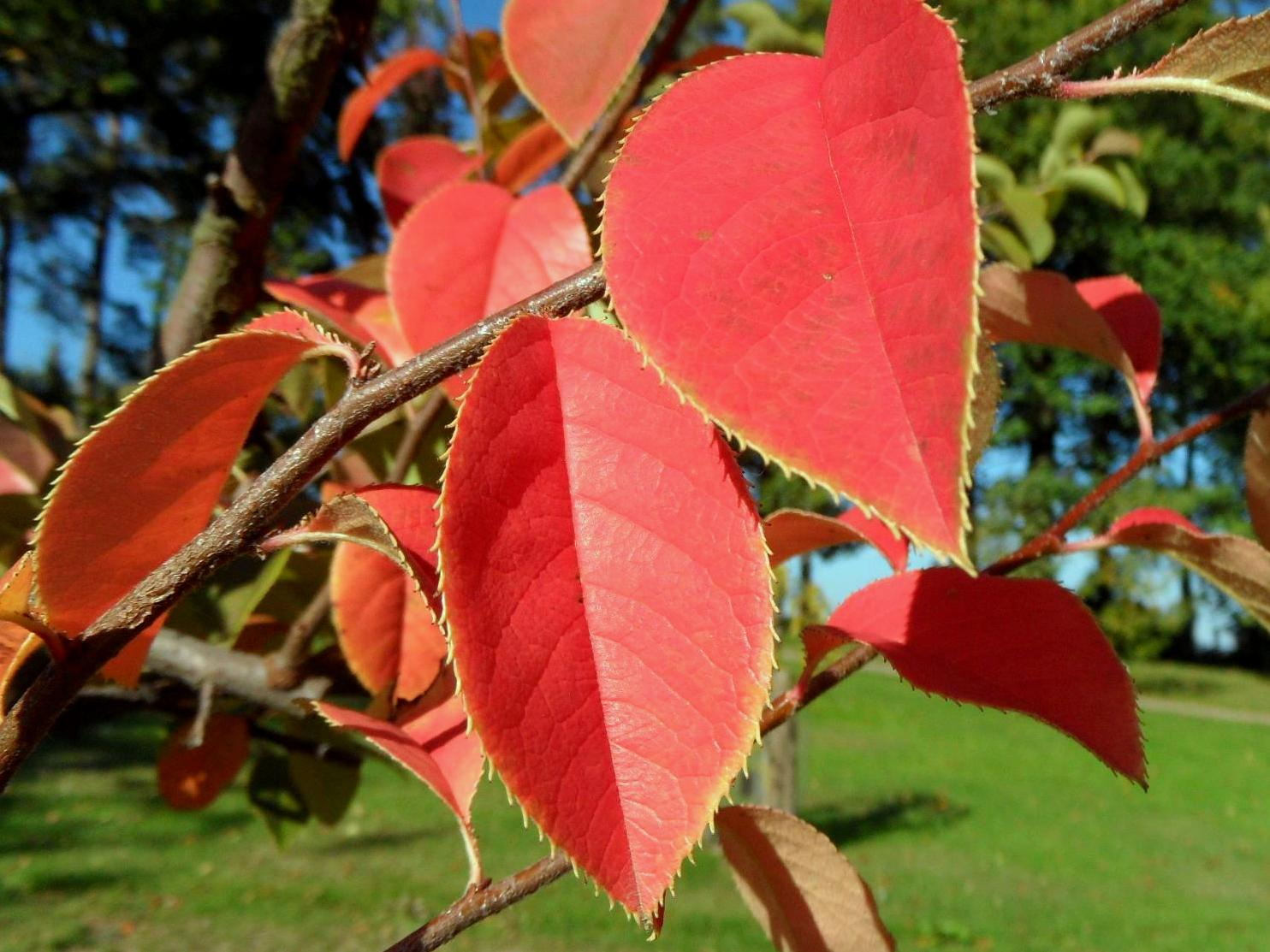
Feuillage automnal.

## Culture
Rustique (-20 °C, Zone USDA 6), le cognassier de Chine a besoin de plein soleil au printemps précédé d'une saison froide pour bien fructifier. Il est peu cultivé en Europe où on lui préfère le cognassier du Japon plus résistant.
Se propage par semis de graines fraîches à l'automne ou par marcottage.

## Cultivars
- 'Chino': gros fruit vert blanchâtre parfumé contenant peu de graines. Auto-stérile.
- 'Dragon Eye': fruit jaune de taille moyenne. Auto-stérile.

## Utilisations
Alimentaire

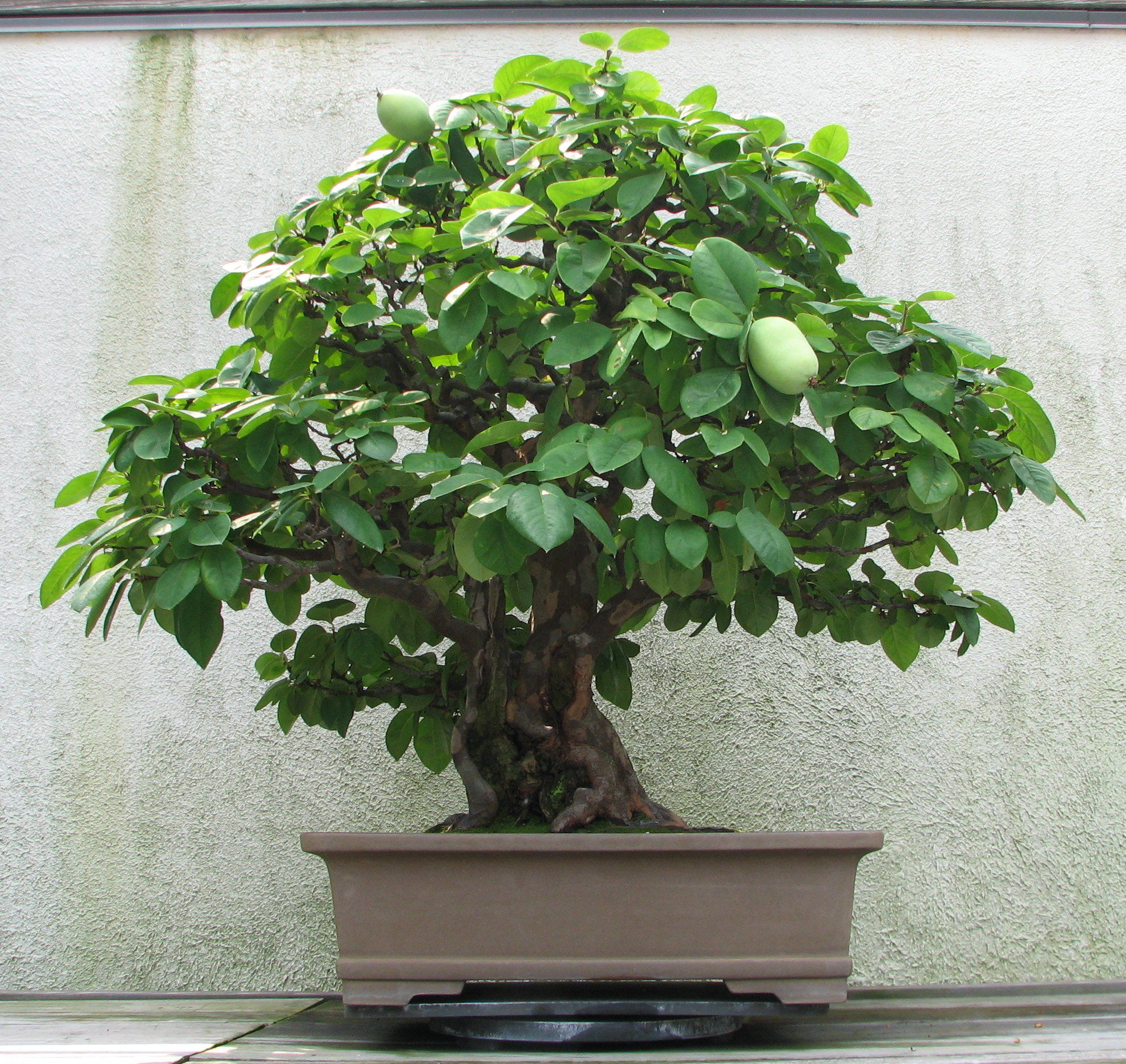
Un cognassier de Chine formé en bonsaï.

Le « coing de Chine » peut être utilisé de la même manière que le coing (fruit du Cydonia oblonga) pour faire des confitures et des marmelades.
Très aromatique, le fruit peut être utilisé en pot-pourri.
Médicinales
Les coings de Chine sont riches en proanthocyanidols (tanins condensés). Ils contiennent plus de procyanidols fortement polymérisés que le coing, lui-même riche en dérivés de l'acide hydoxycinnamique.
Les polyphénols montrent une activité antivirale contre le virus de la grippe.
Ils sont traditionnellement utilisés en Chine sous forme de boissons pour traiter les "maladies de la gorge" et au Japon il entre dans la composition de sirop contre les maux de gorge. En Corée, ils servent à traiter l'asthme et la tuberculose. Les coréens en font une tisane ainsi qu'une boisson alcoolisée à base de soju (mogaju).
Ornementale
L'espèce est parfois utilisée en bonsaï.